# Departamento Ayacucho
Ayacucho es un departamento ubicado en el noroeste de la Provincia de San Luis, Argentina.
Tiene 8 178 km² y limita al este con los departamentos de Junín y San Martín, al sur con los de Coronel Pringles y Belgrano, al oeste con las provincias de Mendoza y San Juan, al norte con las de San Juan y La Rioja y al nordeste con la provincia de Córdoba, lo que lo convierte en el único departamento de la Argentina que limita con cuatro provincias.

## Localidades y gobiernos locales
El departamento comprende 5 localidades con gobiernos locales, cuyos ejidos municipales no son colindantes, por tanto no ocupan la totalidad del territorio departamental. 
Se encuentran categorizados en 4 municipios:
- Candelaria
- Luján
- Quines
- San Francisco del Monte de Oro

Y 1 comisión municipal, con un intendente comisionado:
- Leandro N. Alem

### Localidades sin gobierno local
Otras 2 localidades no se constituyen en gobiernos locales y por tanto no poseen ejido municipal ni autoridades propias:
- La Majada
- Río Juan Gómez

### Parajes
- Agro Candelaria
- Balde de Azcurra
- Balde de Puertas
- Balde de Quines
- Baldecito
- Barzola
- Bella Vista
- El Bañado
- El Cadillo
- El Chañar
- El Retamo
- El Vinagrillo
- El Zampal
- El Zapallar
- La Botija
- La Chañarienta
- La Leona
- La Selva
- La Tranca
- La Venecia
- Lomas Blancas
- Punta Negra
- San Ignacio
- San Roque
- San Vicente
- Santa Rosa de Cantantal
- La Candela
- La Aguada

## Demografía

### Estructura
Según el censo 2022 la población total del departamento es de 23 913 personas, repartidas en 11 937 mujeres y 11 976 hombres, con un índice de masculinidad de 100,3 hombres por cada 100 mujeres. 
La edad mediana de la población es de 31 años (32 años entre las mujeres y 31 años entre los hombres).
El 12,5% de la población tiene más de 65 años (frente al 10,4% en 2010), y el 2,5% de la población tiene más de 80 años (frente al 2,2% en 2010)

### Salud y educación
El 56,7% de la población tiene al menos un tipo de cobertura de salud. 
Unas 7 814 personas asisten a algún tipo de establecimiento educativo de cualquier nivel y unas 2 315 personas tienen un título terciario o superior (16,6% sobre el total de la población instruida). La tasa de alfabetización es del 99,6

### Migraciones
De las personas residentes en el departamento, unas 5 903 (24,7% del total de población) nacieron en otra provincia, y unas 216 (0,9% del total de población) lo hicieron fuera del país, siendo los grupos de inmigrantes más numerosos los provenientes de:
- Chile: 33 personas
- Bolivia: 32 personas
- Paraguay: 22 personas
- Uruguay: 16 personas
- Brasil: 7 personas

### Hogares
En el departamento hay un total de 9 422 viviendas  y 8 042 hogares. 
En cuanto al régimen de tenencia y regularidad de la propiedad de las viviendas, el 57,7% es propia, el 21,7% es alquilada, el 9,4% es cedida o prestada, y el resto se encuentra en otra situación.
Sobre el total de hogares, 7 413 (92,1% del total) tienen acceso a red pública de agua corriente, 3 014 (37,4% del total) tienen desagüe y descarga a red pública cloacal, solo 891 (11,0% del total) tienen acceso a red pública de gas, y 5 794 (72,0% del total) tienen acceso a red de internet en la vivienda. 